# عزلة الربيعتين (الضالع)
عزلة الربيعتين هي إحدى عزل مديرية جبن في محافظة الضالع اليمنية ويبلغ تعداد سكانها 6978 نسمة حسب التعداد السكاني في اليمن لعام 2004. بلاد بني حمادة

## روابط خارجية
- الجهاز المركزي للإحصاء بالجمهورية اليمنية
- المركز الوطني للمعلومات باليمن
- World Gazetteer:Yemen
- الدليل الشامل
- بلاد بني حمادة